# 克里斯蒂娜·邦塔什
克里斯蒂娜·邦塔什（羅馬尼亞語：Cristina Bontaş，1973年12月5日—），罗马尼亚女子竞技体操运动员。她曾代表罗马尼亚获得1992年夏季奥运会体操比赛女子团体全能银牌和自由体操铜牌。